# Родники (Зеленоградський район)
Родники (рос. Родники) — селище Зеленоградського району, Калінінградської області Росії. Входить до складу Ковровського сільського поселення.
Населення — 11 осіб (2015 рік).

## Населення
| 2002 | 2010 |
| ---- | ---- |
| 13   | ↘11  |